# Syzygium melanostictum
Syzygium melanostictum är en myrtenväxtart som först beskrevs av Friedrich Anton Wilhelm Miquel, och fick sitt nu gällande namn av Lyndley Alan Craven och Edward Sturt Biffin. Syzygium melanostictum ingår i släktet Syzygium och familjen myrtenväxter. Inga underarter finns listade i Catalogue of Life.